# Alwal
Alwal è una suddivisione dell'India, classificata come municipality, di 106.424 abitanti, situata nel distretto di Rangareddy, nello stato federato del Telangana. In base al numero di abitanti la città rientra nella classe I (da 100.000 persone in su).

## Società

### Evoluzione demografica
Al censimento del 2001 la popolazione di Alwal assommava a 106.424 persone, delle quali 56.562 maschi e 49.862 femmine. I bambini di età inferiore o uguale ai sei anni assommavano a 11.672, dei quali 6.073 maschi e 5.599 femmine. Infine, coloro che erano in grado di saper almeno leggere e scrivere erano 80.483, dei quali 46.291 maschi e 34.192 femmine.